# Штрой
Штрой (нем. Streu) — река в Германии, протекает по землям Тюрингия и Бавария. Речной индекс — 2442.
Площадь бассейна 447,86 км², длина 41,86 км.

## Этимология
Согласно словарю Фасмера, современное название Streu происходит от древневерхненемецкого Stroua, Streua и ранее от фрак. Straaoj. Родственно лит. sraujà и латыш. strauja — течение, др.-русск. струя, болг. струя, сербохорв. стру́ја, словен. strúja — рукав реки, канал, течение, струя.